# Ton Schipper (programmamaker)
Ton Schipper, pseudoniem van Rainer F.A. Strummeyer (Den Haag, 14 mei 1954) is een Vlaamse radio- en televisiemaker.
Hij begon zijn radioloopbaan in 1976 als diskjockey bij de Mi Amigo drive-in show onder de naam Gerard Bruyn. In 1977 volgde hij als radiopresentator Stan Haag op bij zeezender Radio Mi Amigo vanuit de studio’s in het Spaanse Platja d'Aro.
In 1978 keerde hij terug naar Vlaanderen, waar hij betrokken was bij de start van enkele vrije radio’s, zoals Radio Contact, Radio Seven en Radio S.I.S.  In 1980 werd hij presentator en programmamaker bij Librado, een van de zendgemachtigde 'Uitzendingen door Derden' op de openbare omroep BRT.
Eind 1988 stapte hij over naar het productiehuis Televentura waar hij voor VTM programma’s produceerde zoals Klasgenoten en Vroemtuigen. Hij bleef er werken tot 1992. Als freelancer was hij vervolgens betrokken bij diverse producties van VTM. In 1994 werd Ton Schipper medeoprichter en directeur van de Oost-Vlaamse regionale televisieomroep Kanaal 3 (met studio’s in Dendermonde), Later dat jaar stapte hij over als productie- en programmamanager bij de nieuw opgerichte VT4, waar hij verantwoordelijk werd voor lokale producties.
Na een tussenstop bij Skyline Entertainment (2002) was hij van 2003 tot 2016 directeur bij Danspunt, het Vlaams amateurkunstensteunpunt voor dans. Hij bleef in de media actief, als freelance voice-over, presentator, communicatieadviseur en copywriter, onder andere tot eind 2010 als consultant bij de lifestyletelevisieomroep Vitaya.